# Timothy Pickering
Timothy Pickering (Salem, 17 de julio de 1745-Salem, 29 de enero de 1829) fue un político y militar estadounidense. Participó en el Ejército Continental durante la Revolución de las Trece Colonias y posteriormente desempeñó diversos cargos, entre ellos el de Secretario de Estado de los Estados Unidos durante las presidencias de George Washington y John Adams. También representó a Massachusetts en ambas cámaras del Congreso como miembro del Partido Federalista.

## Biografía

### Primeros años
Nació en Salem (Massachusetts), hijo de Deacon Timothy y Mary Wingate Pickering. Asistió a la escuela primaria en Salem y se graduó por la Universidad de Harvard en 1763.
Después de graduarse, regresó a Salem, donde comenzó a trabajar para John Higginson, secretario de la ciudad. Fue admitido en el colegio de abogados de Massachusetts en 1768 y, en 1774, sucedió a Higginson como registrador de escrituras. Poco después, fue elegido para representar a Salem en la Corte General de Massachusetts y se desempeñó como juez en el tribunal del Condado de Essex. El 8 de abril de 1776, se casó con Rebecca White. Fue miembro del comité de Estado de derechos de los colonos en 1773, miembro del comité de correspondencia y seguridad entre 1774 y 1775, y fue elegido a la legislatura estatal en 1776.
En enero de 1766, se enroló como teniente en la milicia del condado de Essex. Fue ascendido a capitán tres años después. En 1769, publicó sus ideas sobre instrucción de soldados en la Gaceta de Essex. Las mismas se publicaron en 1775 como «Un plan fácil para una milicia». El manual se usó como el libro de ejercicios del Ejército Continental hasta que fue reemplazado por el «Reglamento del Barón von Steuben para la Orden y Disciplina de las Tropas de los Estados Unidos».

### Revolución
En diciembre de 1776, dirigió un regimiento bien entrenado de la milicia del Condado de Essex a Nueva York. Allí el general George Washington le ofreció el puesto de ayudante general del Ejército Continental en 1777. Allí supervisó la construcción de una gran cadena instalada en el río Hudson, que se forjó en la fábrica de hierro Stirling. La misma impidió que la marina real británica avanzara por el río Hudson, protegiendo el fuerte de West Point. Fue ampliamente elogiado por su trabajo en el suministro de tropas durante el resto del conflicto. En agosto de 1780, el Segundo Congreso Continental lo designó intendente general del Ejército.
Después del final de la revolución de las Trece Colonias, hizo varios intentos fallidos de éxito financiero. En 1783, se embarcó en una sociedad mercantil con Samuel Hodgdon que fracasó dos años después. En 1785 se trasladó a Filadelfia. En 1786, se mudó al Valle de Wyoming en Pensilvania, donde asumió una serie de cargos en el condado de Luzerne. Cuando intentó resolver una controversia generada por John Armstrong Jr. con los colonos de Connecticut del área, fue capturado y retenido como rehén durante diecinueve días. En 1787, formó parte de la convención de Pensilvania celebrada para considerar la ratificación de la Constitución de los Estados Unidos.

### Carrera política
Washington incorporó a Pickering en el gobierno como director general de Correos en 1791. Permaneció en el gabinete de Washington y luego en el de John Adams durante nueve años, desempeñándose como director general de Correos hasta 1795, Secretario de Guerra por un breve tiempo en 1795, y luego Secretario de Estado desde 1795 hasta 1800.
Como secretario de Estado, es recordado por sus fuertes vínculos con las causas británicas, incluso la disposición a librar una guerra con Francia al servicio de estas causas durante la administración de Adams. Durante su cargo, ratificó el Tratado de Jay, que contribuyó al comercio entre británicos y estadounidenses. La reacción hostil de Francia al tratado, incluida la decisión de no recibir un ministro estadounidense y la incautación de barcos mercantes estadounidenses capturados, alentó su postura probritánica. Posteriormente, se opuso a la decisión de Adams de enviar una delegación para negociar con Francia.
Antes de nombrarlo secretario de estado, Washington lo envió a misiones especiales durante la década de 1790 para negociar con las tribus indias del noreste de los Estados Unidos y disuadirlas de aliarse con las tribus del noroeste. Firmó el Tratado de Canandaigua de 1794 con la confederación iroquesa, compuesta por seis naciones. En el acuerdo, el gobierno estadounidense reconoció la soberanía de la confederación sobre un territorio importante dentro del estado de Nueva York y ofreció pagos, incluida una asignación anual, a cambio de un acuerdo de paz y el derecho de paso a través del territorio iroqués para los ciudadanos estadounidenses.
Desde 1798 comenzó una disputa contra el presidente John Adams por el plan de Adams para lograr la paz con Francia, llevándolo a la destitución de su cargo. Llegó a conspirar para colocar al probritánico Alexander Hamilton como general de división en el Ejército, con la esperanza de establecer un gran ejército permanente. Los ataques públicos de Pickering contra el presidente finalmente llevaron a Adams a solicitar su renuncia. Pickering se negó a renunciar y fue posteriormente despedido por Adams en mayo de 1800.
En 1802 fue nombrado juez presidente de los tribunales comunes y de paz de Massachusetts. Ese mismo año, junto a un grupo de federalistas, agitados por la falta de apoyo para su partido, intentaron obtener apoyo para la secesión de Nueva Inglaterra de los Estados Unidos de Thomas Jefferson.
Posteriormente, durante las administraciones de Jefferson y James Madison, dirigió la oposición federalista en el Congreso. Primero fue nombrado como senador por Massachusetts en 1803. Allí se opuso a la incautación y anexión estadounidense del oeste de la Florida española en 1810, considerando que era inconstitucional y a la vez un acto de agresión contra una potencia amiga. Fue censurado en el Senado por mayoría de 20 a 7 el 2 de enero de 1811. Entre 1812 y 1813 fue miembro del consejo ejecutivo de Massachusetts.
En las elecciones de 1812 fue elegido miembro de la Cámara de Representantes de los Estados Unidos, permaneciendo en su banca hasta 1817. Temiendo el poder de Napoleón, se opuso a la guerra anglo-estadounidense de 1812. Fue elegido miembro de la Academia Estadounidense de las Artes y las Ciencias en 1815.

### Últimos años
En 1816 rechazó postularse para otro período en el Congreso. Tras ello regresó a su granja cerca de Wenham (Massachusetts), donde se dedicó a la experimentación agrícola, y posteriormente a Salem en 1820, donde se dedicó a la educación. Falleció en Salem el 29 de enero de 1829. Fue sepultado en el cementerio de Broad Street.